# Prethopalpus
Prethopalpus là một chi nhện trong họ Oonopidae.